# Diaios
Diaios de Mégalopolis, dernier chef de la Ligue achéenne (147 av. J.-C.), tenta vainement de défendre Corinthe, fut battu par le consul Mummius (146 av. J.-C.), et se réfugia dans Mégalopolis, sa ville natale, où il s’empoisonna après avoir égorgé sa femme et ses enfants.

## Source
Marie-Nicolas Bouillet  et Alexis Chassang (dir.), « Diaios » dans Dictionnaire universel d’histoire et de géographie, 1878 (lire sur Wikisource)